# 巨目蛇鰻
巨目蛇鰻，為輻鰭魚綱鰻鱺目糯鰻亞目蛇鰻科的其中一種，分布於西北太平洋日本三重縣海域，棲息深度可達360公尺，體長可達33.2公分，棲息在底層水域，屬肉食性，生活習性不明。

## 擴展閱讀
維基物種上的相關：巨目蛇鰻